# Driss Chraïbi
Driss Chraïbi (ur. 15 lipca 1926 w Al-Dżadida, zm. 1 kwietnia 2007 w Drôme) – marokański pisarz, tworzący w języku francuskim. 

## Życiorys
Po ukończeniu edukacji w Casablance, w 1946 r. wyjechał do Paryża, gdzie studiował chemię i psychiatrię. Zadebiutował w 1954 r. powieścią Czas przeszły dokonany. 
W swych dziełach, zwykle opartych na motywach autobiograficznych, często poruszał tematyką kolonialną. Chraïbi często sięgał po konwencje literatury popularnej, m.in. w cyklu powieści kryminalnych, w których głównym bohaterem jest inspektor Ali, funkcjonariusz policji z Casablanki. 
W przekładzie na język polski ukazała się powieść Przebudź się, matko!, Warszawa 2007. Drukowano poza tym drobne fragmenty dzieł Chraïbiego, m.in. na łamach Literatury na Świecie (11-12/2003) opublikowano fragmenty jego debiutanckiej powieści Czas przeszły dokonany.

## Dzieła
- Le passé simple (1954, pol. przekład fragmentów pt. Czas przeszły dokonany, 2003)
- Les Boucs (1955)
- De tous les horizons (1958)
- La foule (1961)
- Succession ouverte (1962)
- L'âne (1965)
- Un ami viendra vous voir (1967)
- La civilation, ma mère! (1972, pol. przekład pt. Przebudź się, matko!, 2007)
- Mort au Canada (1977)
- Une enquête au pays (1981)
- La mère du printemps (1982)
- Naissance à l'aube (1986)
- D'autres voix (1986)
- L'inspecteur Ali (1991)
- Les aventures de l'âne Khal (1992)
- Une place au soleil (1993)
- L'homme du livre (1995)
- L'inspecteur Ali à Trinity College (1996)
- L'inspecteur Ali et la CIA (1998)
- L'homme qui venait du passé (2004)